# Eutímio de Sárdis
Eutímio de Sárdis (em grego: Εὐθύμιος Σάρδεων; 751 ou 754 - 26 de dezembro de 831) foi o bispo metropolita de Sárdis entre ca. 785 e ca. 804, e um importante iconófilo durante o período da iconoclastia. Martirizado em 831, é um santo na Igreja Ortodoxa, celebrado em 26 de dezembro.

## Vida
Eutímio nasceu em 751 ou 754 em Uzara, provavelmente na Licônia na Ásia Menor Central. Em tenra idade entrou num mosteiro, e em algum momento entre 784 e 787, foi ordenado como bispo metropolita de Sárdis pelo patriarca Tarásio I. Nesta capacidade ele tomou parte no Segundo Concílio de Niceia em 787, onde desempenhou um papel importante na decisão do concílio para condenar a iconoclastia. Eutímio falou em várias sessões do concílio, advogando pela restabelecimento dos bispos exilados Teodoro de Amório e Basílio de Ancira, o restabelecimento da veneração tradicional de ícones como proposto por Tarásio e papa Adriano I e a anatematização da iconoclastia e seus apoiantes. Segundo sua hagiografia, em algum momento entre 787 e 790, participou numa embaixada à corte abássida em Bagdá, onde distinguiu-se por sua habilidade e conseguiu assegurar um acordo de paz com o califado, mas tal missão, e muito menos o tratado de paz, são atestado em nenhum outro lugar para este período.

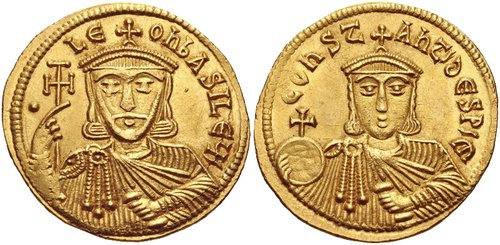
Soldo de r.

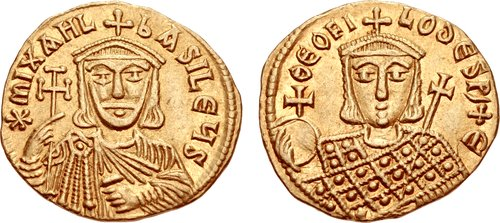
Soldo de r. e Teófilo r.

Sob o imperador Nicéforo I, o Logóteta (r. 802–811), ele caiu em desfavor e foi deposto e exilado para a ilha de Pantelária fora da Sicília (ca. 804). Segundo sua hagiografia, a animosidade de Nicéforo foi devido ao fato de Eutímio perseguir uma mulher, que o futuro imperador desejava, para tornar-se freira, mas o motivo real foi provavelmente o apoio de Eutímio à rebelião do general Vardanes, o Turco em 803. Graças a intervenção do patriarca Tarásio, foi reconvocado do exílio logo depois, mas não foi reinstalado em sua antiga sé. Quando a iconoclastia foi novamente adotado como doutrina oficial sob os imperadores Leão V, o Armênio (r. 813–820) e Miguel II, o Amoriano (r. 820–829), Eutímio novamente defendeu a veneração de ícones, pelo que foi preso, açoitado e exilado. Ele foi libertado para então ser novamente preso e exilado. Eutímio foi particularmente veementemente perseguido pelo futuro patriarca João Gramático.
A cronologia tradicional de sua morte, encontrada em crônicas bizantinas (José Genésio, João Escilitzes e Teófanes Continuado) e historiografias e martirólogos mais antigos (cf. as entradas na Enciclopédia Católica) é 26 de dezembro de 824, quando foi açoitado até a morte sob ordens de Miguel II. A pesquisa moderna, contudo, coloca-a em 26 de dezembro de 831 na ilha de Santo André ao norte do Cabo Ácritas ao sul da costa bitínia de Constantinopla, durante o reinado do sucessor de Miguel II, Teófilo (r. 829–842). A hagiografia de Eutímio foi escrita pelo patriarca Metódio I. Além disso, várias cartas de Teodoro Estudita para Eutímio sobreviveram, bem como um poema panegírico em sua honra, escrito por certo Metrófanes.